# Lo Crestià
Lo crestià ("Il cristiano") fu un'enciclopedia promossa da Pietro il Cerimonioso e scritta dallo scrittore catalano Francesc Eiximenis entro il 1379 e il 1392. Il primo volume e la metà del dodicesimo furono pubblicati dal tipografo tedesco Lambert Palmart a Valencia, rispettivamente nel 1483 e 1484, in catalano.
Secondo lo studioso svizzero Curt Wittlin il nome dovrebbe essere Lo cristià. Dapprima doveva consistere in tredici volumi che contenessero "sinteticamente tutto il fondamento del cristianesimo" per stimolare lo studio della teologia fra i laici. Al giorno d'oggi si può considerare come un'enciclopedia della vita medievale. Lo crestià è l'ultima delle grandi summe teologiche medievali ed è anche uno dei primi grandi scritti della letteratura didattica e teologica europea che lascia il latino per una lingua vernacolare, il catalano.

## Programma generale
Il programma generale dell'opera appare nel capitolo 4 della introduzione a tutto Lo crestià, ed è questo:
- primo libro: un'introduzione generale ed apologetica al cristianesimo.
- Il secondo libro: tentazione.
- Il terzo libro: il male e le diverse categorie di peccati.
- Il quarto libro: libertà dell'uomo nel fare il bene o il male, e aiuto di Dio perché faccia il bene.
- Il quinto libro: virtù teologali: fede, speranza e carità.
- Il sesto libro: virtù cardinali: prudenza, giustizia, fortezza e temperanza.
- Il settimo libro: i dieci comandamenti.
- L'ottavo libro: ordine delle cose e delle creature secondo la mentalità medievale.
- Il nono libro: incarnazione.
- Il decimo libro: sacramenti.
- L'undicesimo libro:  gli eclesiastici.
- Il dodicesimo libro: governo della comunità.
- Il tredicesimo : scatologia e la fine del mondo, e del premio o la punizione che riceveranno le persone a quel tempo, secondo la mentalità medievale.

Di questo progetto si scrissero solo i primi tre volumi, dedicati a materie teologiche e morale, e il dodicesimo, che si tratta sul governo della "cosa pubblica", sui principi ed i loro sudditi. Materie che dovevano trattarsi in altri volumi di Lo crestià appaiono nonostante disseminate in altre opere di Francesc Eiximenis.

## Volumi

### Primer del Crestià
Questo libro corrisponde al primo libro di Lo crestià. Scritto fra 1379 e 1381, è un'introduzione generale alla religione cristiana che include un rifiuto della religione musulmana e della religione ebraica. È diviso in quattro parti di diverse proporzioni, che formano insieme 376 capitoli, oltre a cinque che sono di introduzione a tutto Lo crestià. per un totale di 381 capitoli. L'interesse del re Pietro il Cerimonioso per questa produzione fu così importante che comandò di non lasciarlo uscire del convento "fins que la dita obra haja perfecció" (finché quest'opera non sia finita).

### Segon del Crestià
Questo libro corrisponde al secondo libro di Lo crestià. Scritto fra il 1382 e il 1383, analizza il problema delle tentazione. È diviso in 240 capitoli. 

### Terç del Crestià
Questo libro corrisponde al terzo libro di Lo crestià. Scritto nel 1384, è diviso in dodici trattati di diversa proporzione, che fanno in tutto 1060 capitoli. Vengono affrontati i concetti del male e del peccato, e una presentazione molto dettagliata dei sette peccati capitali e dei peccati della lingua, ampliando i temi trattati nel secondo volume. Questo volume include l'apparato Com usar bé de beure e menjar (Come usare bene di bere e mangiare) che, anche se non include ricette, può usarsi come guida per conoscere tutto quello che aveva relazione con la gastronomia di quel tempo, e anche col servizio in tavola, il protocollo e le norme morali sulla tavola.

### Dotzè del Crestià
Questo libro corrisponde al dodicesimo libro di Lo crestià. Scritto fra 1385 e 1392, è un trattato di 907 capitoli, distribuiti in otto parti, dove si studiano i principi fondamentali del governo delle città e delle comunità. 

## Edizioni digitali diLo Crestià

### Manoscritti
- Prima metà (capitoli 1-523) del Terç del Crestià (BNC, ms. 457).

### Incunaboli
- Primer del Crestià (València, Lambert Palmart, 1483).
- Prima metà (Capitoli 1-473) del Dotzè del Crestià (València, Lambert Palmart, 1484).